# Niermala Badrising
Niermala Badrising (Paramaribo, 4 de julio de 1962) es una diplomática y política surinamesa. Fue Ministra de Relaciones Exteriores de Surinam en el gabinete del presidente Dési Bouterse, entre el 12 de agosto de 2015 y el 1 de febrero de 2017. Fue embajadora en Estados Unidos desde julio de 2017 hasta 2021.

## Primeros años y educación
Badrising nació el 4 de julio de 1962 en Paramaribo. En 1987 Badrising obtuvo una maestría en Estudios Internacionales en el Instituto Internacional de Estudios Sociales de La Haya, Países Bajos. En 2007 obtuvo una maestría en Relaciones Internacionales y Diplomacia en la Escuela de Derecho y Diplomacia Fletcher de la Universidad de Tufts en los Estados Unidos. También tiene una licenciatura en derecho de la Universidad Anton de Kom de Surinam, donde se especializó en derecho laboral internacional y relaciones internacionales.

## Carrera profesional
Badrising comenzó a trabajar para el Ministerio de Relaciones Exteriores en 1989. Siguió trabajando allí hasta 1996 y sus labores incluyeron un período como Jefa de la Sección Unida en el Departamento de Organizaciones Internacionales. Entre 1998 y 2012, Badrising trabajó como asesora sénior y jefa de coordinación en la Oficina del Presidente de Surinam.
En noviembre de 2011, Badrising fue designada Representante Permanente de Surinam ante la Organización de los Estados Americanos, con acreditaciones conjuntas ante el Banco Interamericano de Desarrollo y el Banco Mundial. Asumió su cargo en enero de 2012.
El 13 de agosto de 2015 asumió el cargo de Ministra de Relaciones Exteriores después de Winston Lackin. El 1 de febrero de 2017 fue reemplazada como ministra por Yldiz Pollack-Beighle. Posteriormente, el gobierno de Surinam la propuso como embajadora en los Estados Unidos. Comenzó a trabajar como embajadora el 9 de junio del mismo año y ofreció sus credenciales diplomáticas al presidente Donald Trump el 21 de julio de 2017. Dejó el cargo en 2021.